# Zieloni (Francja)
Zieloni (fr. Les Verts) – francuska ekologiczna i lewicowa partia polityczna, działająca w latach 1984–2010.

## Historia
Korzenie partii sięgają lat 70., w tym kampanii prezydenckiej René Dumonta z 1974 (1,3% głosów) oraz Mouvement d'écologie politique w wyborach do Parlamentu Europejskiego pięć lat później (4,4% i 0 mandatów). W wyborach prezydenckich w 1981 kandydatem środowisk ekologicznych był Brice Lalonde (3,9% głosów). Zaplecze tego ruchu opierało się na rozwijających się wówczas we Francji nowych ruchach społecznych, zwłaszcza ruchu antynuklearnym. W 1984 doszło do połączenia formacji Zieloni-Konfederacja Ekologiczna (Les Verts-Confédération Écologiste) i powstałej po przekształceniu MEP organizacji Zieloni-Partia Ekologiczna (Les Verts-Parti Écologiste). Nowe ugrupowanie przyjęło nazwę Zieloni (Les Verts).
Pierwszy wyborczy sukces przyniosły Zielonym dopiero wybory do PE w 1989, w których uzyskali ponad 10% głosów. Po porażkach w kolejnych wyborach krajowych w 1993 i europejskich w 1994, w partii doszło do rozłamu, kiedy to grupa skupiona wokół byłego lidera Antoine Waechtera powołała Ruch Niezależnych Ekologów (Mouvement Écologiste Indépendant).
Do Zgromadzenia Narodowego Les Verts swoich przedstawicieli wprowadzili po raz pierwszy w 1997, uzyskując 7 mandatów. W koalicyjnym rządzie Lionela Jospina ich liderka, Dominique Voynet, objęła tekę ministra środowiska.
Partia konsekwentnie wystawiała własnych kandydatów w wyborach prezydenckich. W 2002 Noël Mamère uzyskał ponad 5% głosów, kandydująca pięć lat później Dominique Voynet odnotowała ponad trzy razy gorszy wynik.
W Zgromadzeniu Narodowym XIII kadencji deputowani Zielonych przystąpili do klubu Gauche démocrate et républicaine (wspólnie z m.in. Francuską Partią Komunistyczną, Partią Lewicy i Ruchem na rzecz Niepodległości Martyniki). Natomiast senatorowie tej partii tradycyjnie tworzyli wspólny klub z Partią Socjalistyczną. Partia należała do Europejskiej Partii Zielonych.
13 listopada 2010 w Lyonie ogłoszono zjednoczenie Zielonych z koalicją Europa-Ekologia i powołanie nowej partii Europa Ekologia-Zieloni (Europe Écologie-Les Verts), na czele której stanęła Cécile Duflot.

## Program
Program polityczny francuskich Zielonych zawiera radykalną krytykę współczesnego społeczeństwa, produktywizmu, apeluje o powstrzymanie industrializacji, obejmuje wątki protekcjonizmu (zarówno narodowego jak i lokalnego).

## Wyniki wyborcze
Prezydenckie:
- 1988: Antoine Waechter – 3,8%
- 1995: Dominique Voynet – 3,3%
- 2002: Noël Mamère – 5,2%
- 2007: Dominique Voynet – 1,6%

Parlamentarne:
- 1986: 0 mandatów (na 573)
- 1988: 0 mandatów (na 575)
- 1993: 0 mandatów (na 577)
- 1997: 7 mandatów (na 577)
- 2002: 3 mandaty (na 577)
- 2007: 4 mandaty (na 577)

Europejskie:
- 1984: 3,4% i 0 mandatów
- 1989: 10,6% i 9 mandatów
- 1994: 2,9% i 0 mandatów
- 1999: 9,7% i 9 mandatów
- 2004: 7,4% i 6 mandatów
- 2009: 16,3% i 14 mandatów (jako komitet Europa-Ekologia, w tym 8 działaczy Zielonych)